# Оук-Гілл (Теннессі)
Оук-Гілл (англ. Oak Hill) — місто (англ. city) в США, в окрузі Девідсон штату Теннессі. Населення — 4891 особа (2020).

## Географія
Оук-Гілл розташований за координатами 36°4′6″ пн. ш. 86°47′35″ зх. д. / 36.06833° пн. ш. 86.79306° зх. д. (36.068447, -86.793127).  За даними Бюро перепису населення США в 2010 році місто мало площу 20,61 км², з яких 20,30 км² — суходіл та 0,31 км² — водойми.

## Демографія
Згідно з переписом 2010 року, у місті мешкало 4529 осіб у 1798 домогосподарствах у складі 1349 родин. Густота населення становила 220 осіб/км².  Було 1908 помешкань (93/км²).
Расовий склад населення:
| - 95,9 % — білих - 1,7 % — азіатів - 1,4 % — чорних або афроамериканців |

До двох чи більше рас належало 0,7 %. Частка іспаномовних становила 1,0 % від усіх жителів.
За віковим діапазоном населення розподілялося таким чином: 22,3 % — особи молодші 18 років, 60,5 % — особи у віці 18—64 років, 17,2 % — особи у віці 65 років та старші. Медіана віку мешканця становила 46,6 року. На 100 осіб жіночої статі у місті припадало 97,7 чоловіків;  на 100 жінок у віці від 18 років та старших — 94,4 чоловіків також старших 18 років.
Середній дохід на одне домашнє господарство  становив 177 859 доларів США (медіана — 136 708), а середній дохід на одну сім'ю — 190 402 долари (медіана — 148 015). Медіана доходів становила 79 570 доларів для чоловіків та 52 340 доларів для жінок. За межею бідності перебувало 0,6 % осіб, у тому числі 0,0 % дітей у віці до 18 років та 0,5 % осіб у віці 65 років та старших.
Цивільне працевлаштоване населення становило 2545 осіб. Основні галузі зайнятості: освіта, охорона здоров'я та соціальна допомога — 31,9 %, науковці, спеціалісти, менеджери — 14,3 %, фінанси, страхування та нерухомість — 9,9 %, мистецтво, розваги та відпочинок — 9,8 %.